# Verrucaria denudata
Verrucaria denudata är en lavart som beskrevs av Zschacke. Verrucaria denudata ingår i släktet Verrucaria och familjen Verrucariaceae.  Arten är reproducerande i Sverige. Inga underarter finns listade i Catalogue of Life.